# Puig des Très Vents
Puig des Très Vents – szczyt w Pirenejach, w paśmie Pirenejów Wschodnich. Położony jest w południowej Francji, w departamencie Pireneje Wschodnie. Wznosi się na wysokość 2731 m n.p.m.